# Филиал Силистра (РУ)
Филиалът на Русенския университет „Ангел Кънчев“ е разположен в град Силистра, България.

## История
На 18 декември 1890 г. с указ 756 в Силистра е открито педагогическо училище. То от своя страна с указ № 305 от 31 август 1971 г. прераства в Полувисш педагогически институт.
На 27 януари 1997 г. с постановление 15 на МС институтът се преобразува във Филиал на Русенски университет „Ангел Кънчев“. С постановление 7 от 8 февруари 2008 г. към него е присъединен Технически колеж – Силистра, който обучава студенти по инженерни специалности.

## Учебна база
Учебните зали и лаборатории са разположени в корпус, от който се вижда цяла Силистра.
В библиотеката на разположение на студентите са над 20 000 тома учебна и специализирана техническа литература.
Обучението на студентите е осигурено с добра материална база, включваща 11 специализирани лаборатории, 4 компютърни кабинета, Методически комплекс по физика.

## Катедри

### Катедра по филологически и природни науки
- Български език и чужд език (английски или френски)
- Физика и информатика
- Автомобилно инженерство
- Електроинженерство

В учебния процес участват 11 преподаватели на основен трудов договор във Филиала, от които 5 доценти, 1 е доктор, 3 са главни асистенти доктори 2 старши преподаватели. В обучението вземат участие хонорувани преподаватели от Русенския университет „Ангел Кънчев“.
Студентите от специалността „Педагогика на обучението по български език и чужд език, участват в обмена на студенти с университети в Испания, Белгия, Турция и др. по програма „Еразъм+“. Преподавателите от катедрата, съвместно със студенти, работят перманентно по различни европейски проекти в различните направления на програмата „Учене през целия живот“.
Научноизследователската дейност на Катедрата е съсредоточена в следните тематични области:
- Енергийна ефективност и алтернативни източници за енергия
- Информационни технологии в обучението
- Методика на обучението по физика
- Методика на обучението по информатика
- Екология и устойчиво развитие

В тези области на науката Катедрата осигурява компетентно научно ръководство на дипломанти.

## Директор
| Директор                 | Период |
| ------------------------ | ------ |
| доц. д-р Румяна Лебедова | 2020 – |